# Nocloa pilacho
Nocloa pilacho là một loài bướm đêm trong họ Noctuidae.